# 전국귀농운동본부
전국귀농운동본부는 귀농희망자들이 농촌으로 돌아가 활력있고 생태적인 농촌공동체를 만들수 있도록 할 목적으로 1999년 1월 8일 설립된 대한민국 농림축산식품부 소관의 사단법인이다. 사무실은 경기도 대야2로 67번길 14 3층에 있다.

## 대표자
- 대표자 : 차광주

## 주요 사업
- 귀농희망자 교육 훈련(귀농학교, 실습농장 등)
- 귀농 희망자와 귀농자의 정착지원
- 도시농업의 확산과 교육훈련(도시농부학교, 텃밭보급소 등)
- 생태 귀농정책과 농업정책 연구, 개발 및 용역사업
- 생태마을과 농업공동체 관련 연구, 개발 및 용역사업
- 귀농운동의 사회화 활동 (각종 토론회, 홍보 등)